# Cónclave de 1370
El cónclave papal de 1370 (29 de diciembre al 30 de diciembre), celebrado después de la muerte del Papa Urbano V, fue realizado para elegir a su sucesor, siendo electo el cardenal francés Pierre Roger de Beaufort, que asumió con el nombre de Gregorio XI. Él se convertiría en el séptimo y último pontífice del período papal en Aviñón.

## Urbano V y los cardenales participantes
El Papa Urbano V murió el 20 de diciembre de 1370 en Aviñón. Fue el primer Papa que residía en Roma desde 1304, aunque sólo lo hizo por un corto tiempo (desde 1367 hasta principios de 1370, cuando regresó a Aviñón). Interinamente, el puesto de Camarlengo de la Santa Iglesia Romana, el más importante durante la sede vacante, fue ocupado por Arnaud Aubert, arzobispo de Auch y sobrino del papa Inocencio VI, pero sin ser cardenal.
Al fallecimiento de Urbano V, había 20 cardenales en el Colegio cardenalicio. 18 de ellos participaron en el cónclave. 9 electores fueron creados por el Papa Urbano V, 5 por Clemente VI y 4 por Inocencio VI. Mientras que los dos cardenales ausentes, ambos creados por Urbano V, no participaron en este cónclave, porque se encontraban en Italia en esa fecha.

## La elección de Gregorio XI
Los 18 cardenales presentes en Aviñón entraron al cónclave el 29 de diciembre. En la primera votación al día siguiente por la mañana el cardenal Pierre Roger de Beaufort, sobrino de Clemente VI y protodiácono del Sacro Colegio, fue elegido Papa por unanimidad. Inicialmente se opuso a su elección, pero finalmente aceptó y tomó el nombre de Gregorio XI. El 2 de enero de 1371 fue ordenado al sacerdocio, y el 3 de enero fue consagrado obispo de Roma por el Cardenal-Decano Guy de Boulogne.